# Sit emmascarat
El sit emmascarat (Emberiza personata) és una espècie d'ocell de la família dels emberízids (Emberizidae).
Es troba a Sakhalin, les illes Kurils i el Japó.
Antigament es considerava una subespècie de l'Emberiza spodocephala, però ara es tracta com una espècie separada en funció de les diferències morfològiques i genètiques. L'espècie és monotípica: no es reconeix cap subespècie.